# Bahía Novosilski
Bahía Novosilski (en inglés: Novosilski Bay) es una bahía 2 millas (3,2 km) de ancho, la sangría de la costa sur de la isla San Pedro del archipiélago de las islas Georgias del Sur, inmediatamente al sur del Monte Fraser. Descubierto por una expedición rusa bajo Fabian Gottlieb von Bellingshausen en 1819 y nombrado para el teniente Pavel M. Novosilskiy del Mirny, que acompañó a la nave insignia de Bellingshausen el Vostok durante la Primera Expedición Antártica Rusa de 1819-1821. La ortografía Novosilski se ha establecido para la función a través de un uso prolongado. 
Coordenadas: 54 ° 39'S 36 ° 21'W Este artículo incorpora material de dominio público a partir del documento Servicio Geológico de Estados Unidos "Novosilski Bay" (contenido del Sistema de Información de Nombres Geográficos).
- Datos: Q7065067